# Gmina Bielsk
Die Gmina Bielsk ist eine Landgemeinde im Powiat Płocki der Woiwodschaft Masowien in Polen. Ihr Sitz ist das gleichnamige Dorf.

## Gliederung
Zur Landgemeinde Bielsk gehören folgende Ortschaften mit einem Schulzenamt:
Bielsk (dt.: Steinhausen (1943–1945))
Bolechowice
Cekanowo
Ciachcin (dt.: Zachau (1943–1945))
Dębsk
Drwały
Dziedzice
Gilino
Giżyno
Goślice
Jaroszewo Biskupie
Jaroszewo-Wieś
Jączewo
Józinek
Kędzierzyn
Kleniewo
Kłobie
Konary
Kuchary-Jeżewo
Leszczyn Księży
Leszczyn Szlachecki
Lubiejewo
Machcino
Niszczyce
Niszczyce-Pieńki
Rudowo
Sękowo
Smolino
Szewce
Śmiłowo
Tchórz
Tłubice
Ułtowo
Umienino
Zagroba
Zakrzewo
Zągoty
Żukowo
Weitere Orte der Gemeinde sind Ciachcin Nowy, Machcinko, Pęszyno und Strusino.